# Szajkó (folyóirat)
Szajkó – Aradon 1935. április 1. és 1936. október 28. között megjelent társadalmi, szatirikus humor- és sportrevü. Felelős szerkesztője Sárga László, munkatársai Andor Vilmos, Nagy István, Pavletti Eduárd, Tordai Milos, K. Vas Anna. 1936-ban Papagáj címmel jelent meg.